# 凹角钩蛾属
凹角钩蛾属（学名：Amphitorna）是钩蛾科下的一个属。

## 下属物种
本属包括以下物种：
- Amphitorna lechriodes
- Amphitorna submontana